# Міністерство культури України
Міністе́рство культу́ри Украї́ни — колишнє міністерство в Україні, центральний орган виконавчої влади у сфері культури, що існував під цією назвою у 1991—1995 та 2010-2019 роках. Подібний центральний орган виконавчої влади у 1995—2005 діяв під назвою «Міністерство культури і мистецтв України», а у 2005—2010 — під назвою «Міністерство культури і туризму України». До проголошення незалежності України у 1953—1991 існував орган під назвою Міністерство культури Української РСР
У 2019 році Міністерство культури було ліквідовано, а його функції були передані Міністерству культури, молоді та спорту України, новоутворене міністерство також перейняло функції ще двох ліквідованих міністерств — Міністерства інформаційної політики України та Міністерства молоді та спорту України.
23 березня 2020 міністерство було перейменоване і отримало назву Міністерство культури та інформаційної політики України.
6 вересня 2024 року згідно з Постановою Кабінету Міністрів України № 1028 Міністерство культури та інформаційної політики України було перейменоване у Міністерство культури та стратегічних комунікацій України.

## Функції
Згідно з положенням 1993 року — історично першим положенням про Міністерство культури України, на міністерство була покладена функція забезпечувати «проведення в життя політики держави у сфері культури».Згідно з останнім в історії цього органу Положенням, затвердженим у 2014 році, міністерство забезпечувало «формування та реалізує державну політику у сферах культури та мистецтв, охорони культурної спадщини, вивезення, ввезення і повернення культурних цінностей, державної мовної політики, а також забезпечує формування та реалізацію державної політики у сфері кінематографії».

## Міністр

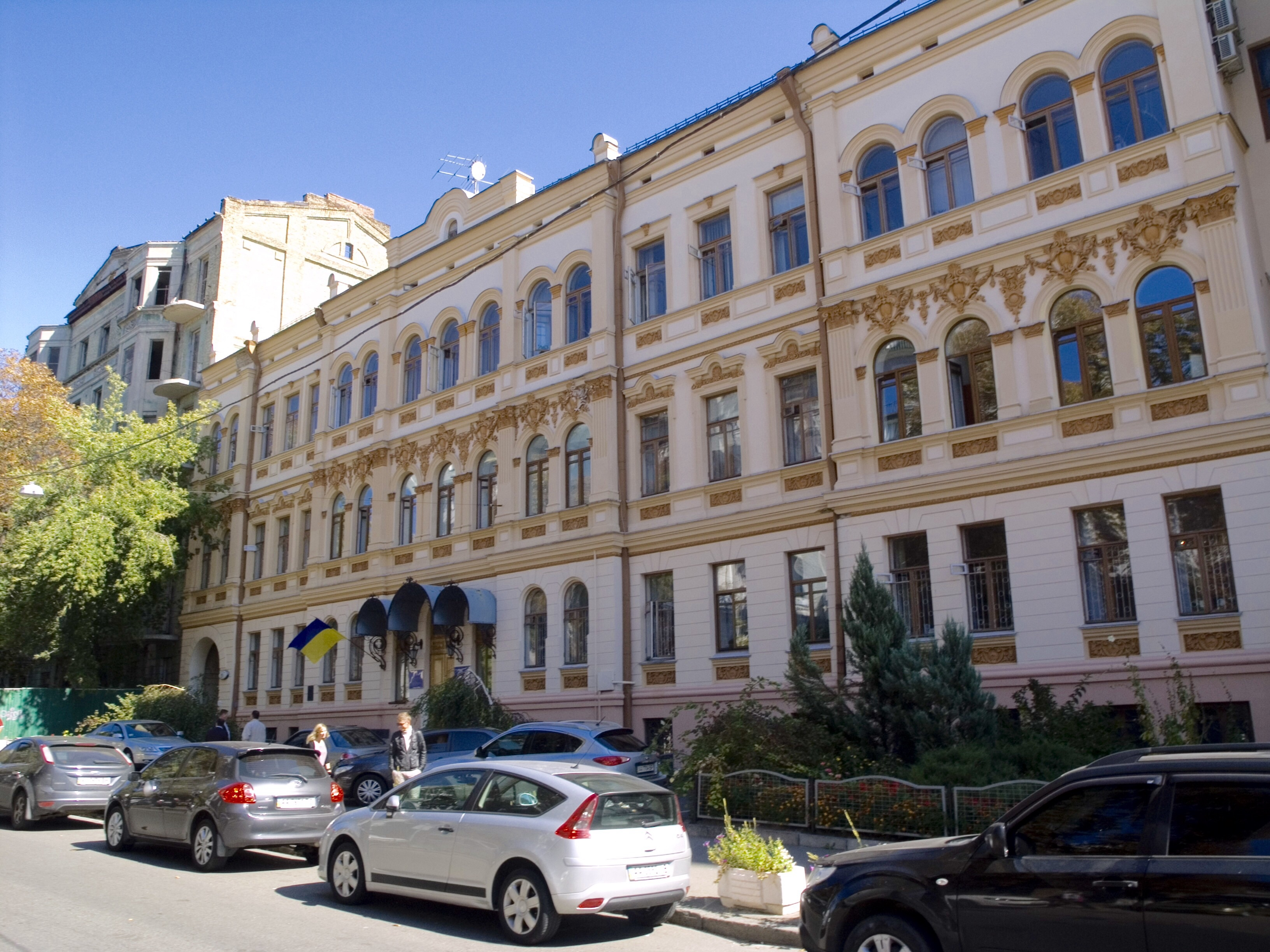
Будинок Міністерства, вулиця Івана Франка (Київ, Шевченківський район)

Міністерством керував Міністр культури України. Через нього Кабінет Міністрів України спрямовував і координував діяльність Державного агентства України з питань кіно — центрального органу виконавчої влади.
Див. також Список міністрів культури України

## Структура
- Відділ внутрішнього аудиту
- Відділ забезпечення роботи Міністра
- Відділ кадрової роботи та державної служби
- Департамент мистецтв та навчальних закладів
- Департамент у справах релігій та національностей
- Департамент фінансово-ресурсного забезпечення
- Сектор контролю та перевірки виконання актів і доручень Президента України, Верховної Ради України та Кабінету Міністрів України і доручень керівництва
- Сектор мобілізаційної роботи та цивільного захисту
- Сектор режимно-секретної роботи
- Управління бібліотек, читання та регіональної політики
- Управління бухгалтерського обліку та фінансової звітності
- Управління контролю за переміщенням культурних цінностей та охорони культурної спадщини
- Управління міжнародного співробітництва
- Управління музейної справи та нормативно-методичного забезпечення переміщення культурних цінностей
- Управління охорони нерухомої культурної спадщини і заповідників
- Управління правового забезпечення
- Управління справами[8]

## Установи

### Установи та організації, політику яких курував Міністр, але які не належали до сфери управління Міністерства
- Державне агентство України з питань кіно
- Український інститут національної пам'яті

### Установи та організації, що належали до сфери управління Міністерства
Український інститут книги та ін.

#### Театри
До сфери управління Міністерства культури належали 98 театрів, з яких 6 — державної власності, 92 — комунальної. 10 театрів мають статус національного. Найбільше театрів знаходиться у місті Києві — 18, наступними за цим показником є Дніпро — 9, Львів — 8, Одеса — 6, Харків та Запоріжжя — 5. Два заклади знаходяться на тимчасово окупованих територіях (обидва — в Донецьку, мають національний статус). Два заклади носять імена осіб, що підпадають під дію закону про декомунізацію, і один — Орден червоного прапора.

#### Циркові заклади
До сфери управління Міністерства культури належали 17 закладів, з яких чотири знаходяться в Києві (і 3 — у будівлі на площі Перемоги), 3 — у Харкові, 5 — на тимчасово окупованих територіях..

#### Музичні заклади
У сфері управління Міністерства перебували дві концертні установи з національним статусом (обидві — в Києві), 10 національних колективів (з них 8 — у Києві, і по 1 — в Одесі та Івано-Франківську), а також 27 обласних концертних установ (в тому числі три — на тимчасово окупованих територіях)

#### Бібліотеки
До сфери управління Міністерства культури належали 27 бібліотек, з яких 5 мають статус національної (з них 4 — у місті Києві), 1 — державної і 21 — обласна бібліотеки (в усіх областях України окрім Київської, а також Донецької і Луганської областей, обласні центри яких знаходяться на тимчасово окупованій території; не входять до цього списку також бібліотеки окупованих міст Кримського півострову). 19 із 27 бібліотек носять імена діячів культури, з них 3 бібліотеки — імена осіб, чия діяльність підпадає під дію законів про декомунізацію.

#### Науково-дослідні та методичні організації
У сфері управління Міністерства культури перебуває 7 науково-дослідних установ, з них 6 знаходяться у Києві і одна — у Львові.

#### Культурні центри
Станом на 2014 Міністерство культури України опікувалось трьома культурними центрами
- Культурний центр України в Москві
- Український культурно-інформаційний центр у м. Севастополі
- Державна агенція промоції культури України

#### Заповідники
У сфері управління Міністерства культури України перебували 24 заповідники. 17 з них іменуються національними і 7 — державними. 2 заповідники пов'язані з біографією Тараса Шевченка. Один із заповідників має філіал, що перебуває з 2014 року на окупованих територіях.

#### Кіностудії
Лише 5 київських організацій перебували у сфері управління Міністерства культури — Національна кіностудія художніх фільмів імені Олександра Довженка, Національний центр Олександра Довженка, Національна кінематека України, Українська студія хронікально-документальних фільмів, Українська кіностудія анімаційних фільмів.

#### Національні творчі спілки
Міністерство культури опікувалося 11 творчими спілками — музичною, композиторів, кобзарів, майстрів народного мистецтва, художників, фотохудожників, хореографічною, театральних діячів, краєзнавців, письменників і кінематографістів. головні осередки усіх 11 спілок знаходяться в Києві.

## Бюджет

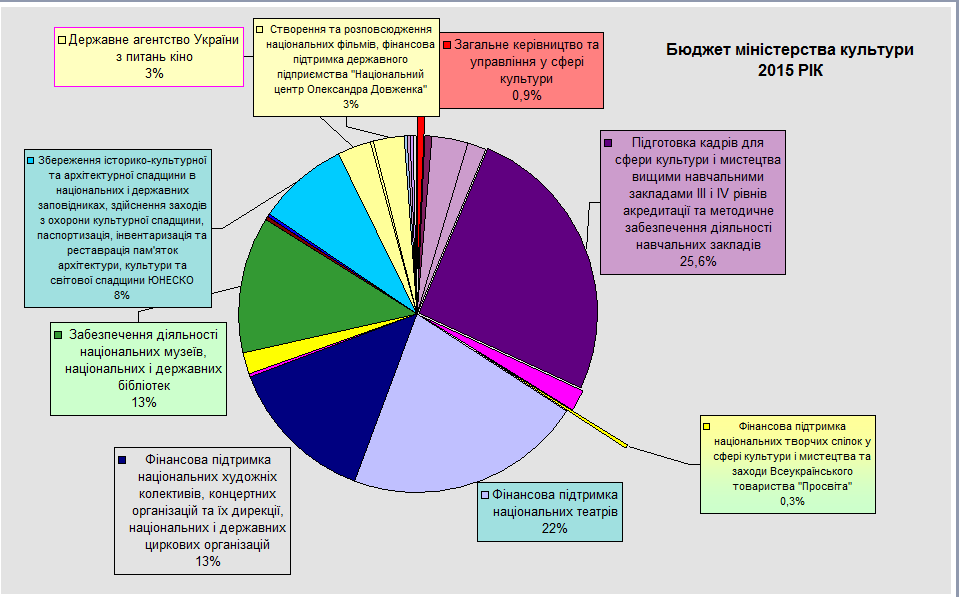
Бюджет міністерства культури на 2015 рік.

Протягом 2003—2019 років бюджет Міністерства культури складав від 0,38 % до 0,68 % від загального державного бюджету України. Найбільшу частку за цей період Мінкультури мало у 2018 році (прем'єр-міністр — В. Гройсман), а найменшу — у 2016 році (А. Яценюк), причому, за свідченням В.Кириленка, останній планував зменшити його до 600 млн гривень. У доларовому еквіваленті найбільшим бюджет міністерства культури був у 2013 році (прем'єр — М. Азаров).

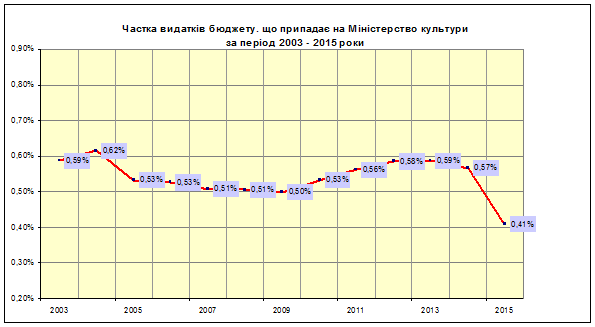
Частка видатків Державного бюджету України, що припадає на Міністерство культури України. Динаміка за період 2003 −2015 роки

В попередні роки бюджет Міністерства культури становив:
| Рік  | Видатки бюджету, грн | Еквівалент в USD | Частка Державного бюджету України | Державний бюджет України | Джерело даних |
| ---- | -------------------- | ---------------- | --------------------------------- | ------------------------ | ------------- |
| 2003 | 327 690 600 грн      | 61 449 300 $     | 0,59 %                            | 55 907 506 000 грн       | .             |
| 2004 | 444 157 800 грн      | 83 500 900 $     | 0,62 %                            | 72 215 687 600 грн       | .             |
| 2005 | 625 040 900 грн      | 121 966 300 $    | 0,53 %                            | 117 394 610 100 грн      | .             |
| 2006 | 738 114 900 грн      | 146 161 400 $    | 0,53 %                            | 140 199 363 700 грн      | .             |
| 2007 | 886 489 200 грн      | 175 542 400 $    | 0,51 %                            | 174 631 522 200 грн      | .             |
| 2008 | 1 280 847 500 грн    | 240 187 400 $    | 0,51 %                            | 253 207 875 100 грн      | .             |
| 2009 | 1 366 327 500 грн    | 175 368 000 $    | 0,50 %                            | 274 156 440 700 грн      | .             |
| 2010 | 1 637 387 000 грн    | 206 334 400 $    | 0,53 %                            | 307 748 182 900 грн      | .             |
| 2011 | 1 921 721 300 грн    | 241 192 000 $    | 0,56 %                            | 342 690 347 500 грн      | [ 28 ]        |
| 2012 | 2 414 723 400 грн    | 302 180 400 $    | 0,58 %                            | 413 605 316 000 грн      | .             |
| 2013 | 2 460 140 600 грн    | 307 786 900 $    | 0,57 %                            | 419 843 834 900 грн      | .             |
| 2014 | 2 377 391 700 грн    | 200 004 300 $    | 0,54 %                            | 441 587 118 600 грн      | [ 31 ]        |
| 2015 | 2 311 138 900 грн    | 105 798 600 $    | 0,41 %                            | 566 869 708 700 грн      | [ 32 ]        |
| 2016 | 2 425 960 700 грн    | 94 944 600 $     | 0,38 %                            | 642 682 266 400 грн      | [ 33 ]        |
| 2017 | 3 932 368 500 грн    | 147 852 300 $    | 0,53 %                            | 739 707 337 300 грн      | [ 34 ]        |
| 2018 | 6 118 132 100 грн    | 224 931 327 $    | 0,68 %                            | 906 034 158 800 грн      | [ 35 ]        |
| 2019 | 6 675 187 600 грн    | 258 271 721 $    | 0,68 %                            | 983 773 258 200 грн      | [ 36 ]        |

Для порівняння — станом на 2014 рік бюджет Міністерства культури та національної спадщини Польщі становив 0,92 % від державного бюджету Польщі.

## Критика
Мистецька громадськість нерідко критикувала діяльність міністерства культури. Зокрема у зверненні культурних діячів наступного дня після відсторонення В. Януковича від влади, 22 лютого 2014, були перелічені такі недоліки щодо призначень на посаду міністра культури:
Критерії для кандидатури на посаду Міністра культури, петиція діячів культури 22 лютого 2014р.
Окремі митці висловлюють сумніви і в доцільності існування міністерства культури взагалі:
Володимир Рунчак: «Нині посаду керівника Мінкульту перетворено на халтуру» // "Тиждень"
Лесь Подерев'янський: Міністерство культури потрібно ліквідувати // Insider
Натомість на думку лідера «аль'янсу культури» Катерини Ботанової «заклики розформувати міністерство взагалі значною мірою спричинені персоніфікацією — це незадоволення особистістю міністра»
Міністр культури в 2014 році Є. Нищук заперечував пропозицію щодо розформування міністерства культури таким чином:
Євген Нищук: Сьогодні бажання розформувати Мінкульт виглядає як сепаратизм // Insider
Перед стінами Мінкульту неодноразово проводилися пікети і мітинги. Так, 2016 року група активістів вимагала від Мінкульту не допускати в телеефір артистів, які підтримують «ДНР» і «ЛНР». А в 2019 році викладачі мистецьких шкіл влаштували мітинг з вимогою скасувати накази, що впроваджували так звану «реформу» мистецьких шкіл, розроблену Т. Колос.

## Нагороди
- За багаторічну плідну працю в галузі культури
- За досягнення в розвитку культури і мистецтва
- Почесний працівник туризму України
- За збереження народних традицій